# Aciéries de Terni
Les Aciéries de Terni (en italien: Acciai Speciali Terni SpA (également connue sous le nom d'AST)) est une société italienne opérant dans les secteurs de la métallurgie, du fer et de l'acier, des technologies de l'information et de l'ingénierie.
Fondée en 1884, elle a conservé le nom de Società degli altiforni, fonderie e acciaierie di Terni jusqu'en 1922. Autres noms ultérieurs : Terni società per l'industria e l'elettricità spa (1922 - 1984) et Terni acciai speciali (1984 - 2001).
Depuis 1994, AST est contrôlée par ThyssenKrupp AG et son nom est donc devenu ThyssenKrupp Acciai Speciali Terni (TKAST).
Basée à Terni et par le biais de filiales et de sociétés en participation en Italie et à l'étranger, elle est spécialisée dans la transformation et la distribution d'aciers (inoxydables, faiblement alliés et au carbone) destinés principalement aux secteurs de l'alimentation, de la construction, de l'électroménager, de l'énergie et de l'industrie de base, sidérurgique et mécanique.

## Histoire

### De la fondation à la Première Guerre mondiale

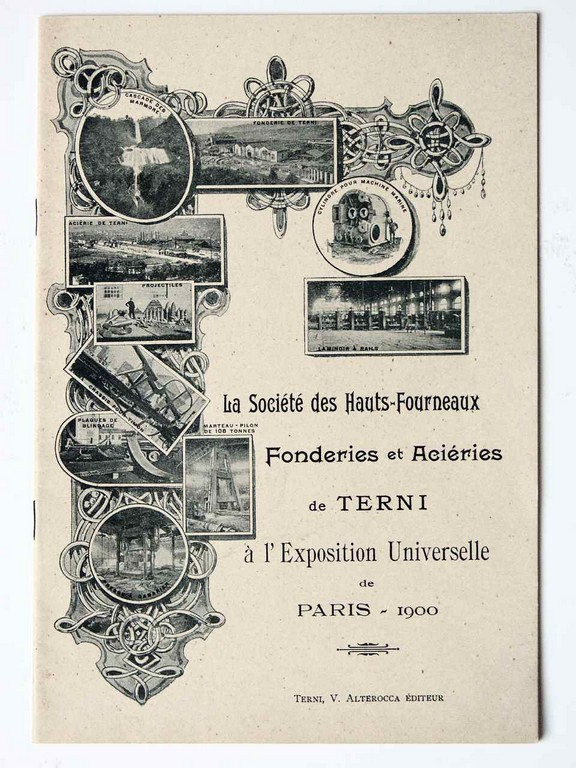
Dépliant publicitaire de la Società degli alti forni fonderie e acciaierie di Terni à l'Exposition universelle de Paris de 1900.

La nécessité d'une industrie sidérurgique nationale se fait sentir peu après l'unification de l'Italie et devient encore plus pressante sous le premier cabinet Cairoli, lorsque l'amiral Benedetto Brin présente un projet de loi pour la construction d'un centre sidérurgique qui pourrait fournir l'acier nécessaire au blindage des navires de guerre. En 1883, une deuxième commission d'enquête sur l'état des industries sidérurgiques en Italie, après celle créée sous le premier gouvernement Depretis, promue par le ministre de la Marine, l'amiral Ferdinando Acton, et présidée par l'amiral Benedetto Brin, choisit Terni comme lieu idéal pour la construction d'une usine sidérurgique nationale. La décision de la Commission a été dictée par trois avantages que la ville ombrienne offrait par rapport à d'autres sites: l'existence d'installations qui ne pouvaient pas être dédaignées, comme la Fabbrica d'Armi, une usine de produits en fer et une fonderie de fonte, qui produisait un quart des tuyaux en fonte pour les aqueducs construits en Italie; la disponibilité considérable des ressources en eau, estimées à au moins 150 000 chevaux-vapeur, et la position stratégique de Terni, loin de la côte et donc protégée d'éventuelles attaques de la mer . En outre, une partie de l'actionnariat de la fonderie de fonte était entre les mains de la Società Veneta Costruzioni Pubbliche, propriété de Vincenzo Stefano Breda, un ami personnel de l'amiral Brin.

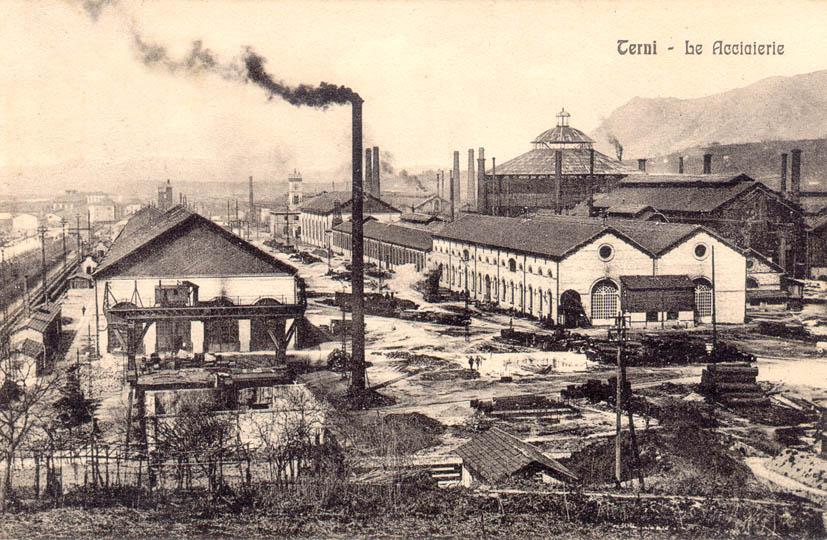
L'aciérie au début des années 1910.

Le 10 mars 1884, l'acte fondateur de la Società degli Alti Forni e Fonderie di Terni (SAFFAT) est rédigé, avec les garanties de l'État et les capitaux de quelques grands établissements de crédit, comme la Banca Generale, le Credito Mobiliare et la Banca Nazionale nel Regno d'Italia. La construction de l'usine a commencé peu de temps après, avec l'aide des travailleurs de l'aciérie française Schneider et le démantèlement et le transfert de l'usine sidérurgique Mongiana (Reali ferriere ed Officine di Mongiana). L'achèvement a été réalisé au bout de deux ans et a montré un complexe d'importance internationale. L'entreprise était privée, mais liée à l'État italien par des financements et des commandes. Grâce à ce soutien, en 1889, la production d'acier de la société représente la moitié de la production nationale. En mai de la même année, par décret ministériel, la Società Altiforni devient l'exploitant des mines de lignite de Spoleto, exercice qu'elle conserve jusqu'à leur fermeture en 1961.
Deux convertisseurs Bessemer, cinq fours Martin-Siemens et cinq laminoirs pouvaient produire de l'acier ordinaire et des aciers spéciaux pour les blindages, les canons et les obus . L'électricité nécessaire était produite par un système hydrodynamique composé d'une conduite forcée d'un peu plus de 6 kilomètres de long, qui amenait l'eau de la rivière Velino dans la zone industrielle après une chute de 200 mètres. La fierté de l'usine était le grand martinet (marteau à bascule) de 108 tonnes avec une enclume secondaire de 1 000 tonnes coulée en un seul bloc, un exemple unique pour la métallurgie de l'époque.
À l'origine, Breda avait prévu que SAFFAT fasse partie d'un système intégré de production d'acier et de fonte à l'échelle nationale, mais les difficultés économiques découlant des énormes dépenses en installations, surdimensionnées par rapport au volume réel des commandes, conduisirent l'entreprise au bord de la faillite, qui fut évitée grâce aux remboursements bancaires, aux commandes de l'État et à l'écoulement des aciers ordinaires détournés vers l'aciérie Tardy & Benech de Savone, reprise en 1891. La liquidation du Credito Mobiliare et de la Banca Generale entre 1893 et 1894 a incité la Banque d'Italie à intervenir en échange d'une réorganisation complète de la société, qui a eu lieu après l'admission de la SAFFAT sur le marché boursier en 1898. Outre quelques spéculateurs, les industriels Attilio Odero et Giuseppe Orlando entrent dans l'entreprise, soutenus par la Banca Commerciale Italiana et le Credito Italiano. À l'époque, l'usine de Terni produisait en moyenne 30 000 tonnes d'acier par an, alors que sa capacité de production était de 140 000 tonnes .
Grâce à sa force industrielle, SAFFAT s'est développée en dehors de l'Ombrie, prenant le dessus sur ses principaux concurrents. Elle a tout d'abord repris Ferriere Italiane, l'entreprise sidérurgique toscane qui avait été financée par la Banca Generale, puis par le Credito Italiano. Elle a ensuite pris le contrôle d'Elba, une usine sidérurgique située à Portoferraio, également financée par le Credito Italiano.
En 1905, Terni a participé à la création de deux importantes industries italiennes. D'une part, elle est l'un des partenaires fondateurs de Vickers-Terni (le futur OTO Melara) à La Spezia, pour la production d'artillerie. D'autre part, il participe à la création d'Ilva, née pour construire l'usine sidérurgique de Bagnoli (Stabilimento siderurgico di Bagnoli) et qui devient ensuite le géant national de l'acier.
En 1907, la crise économique mondiale a eu des répercussions particulières sur l'industrie sidérurgique. En Italie, seule Terni a été forte, grâce aux commandes publiques. Ses filiales Elba et Ilva ont été frappées par la crise de surproduction.

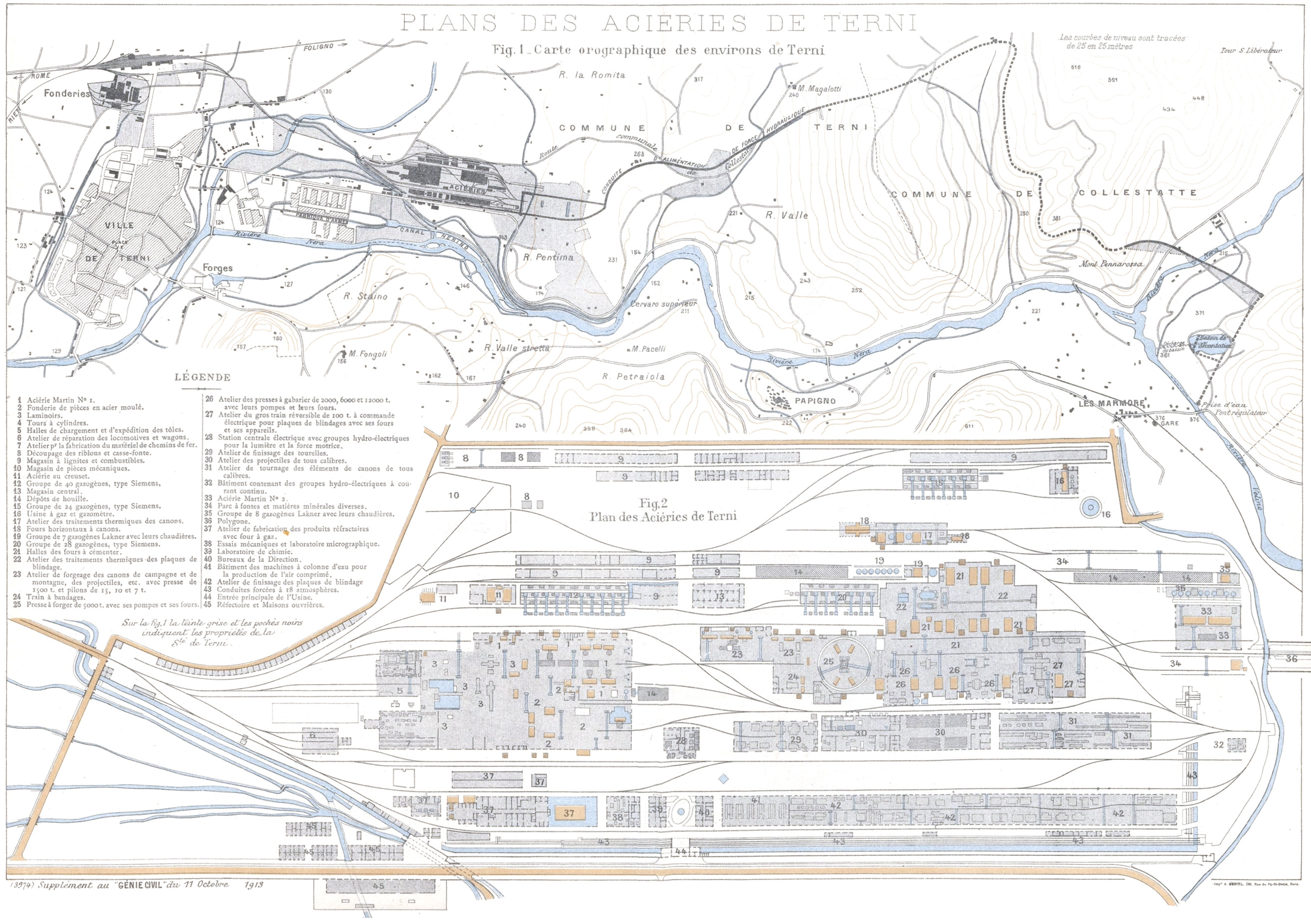
Plan de l'usine de Terni en 1913.

### Entre les deux guerres: le modèle multisectoriel
À la fin de la Première Guerre mondiale, les commandes publiques s'effondrent et la SAFFAT est confrontée au spectre de l'effondrement financier, malgré l'initiative de construire un nouveau laminoir pour la tôle magnétique. L'intervention de la Banca Commerciale Italiana  qui a pris le contrôle de Terni et, surtout, la compétence managériale d'Arturo Bocciardo, fiduciaire de la même banque, ont été déterminantes. À partir de 1922, lorsque la SAFFAT change de nom pour devenir la Terni Società per l'Industria e l'Elettricità, plus simplement appelée Terni, elle acquiert la Società Industriale per il Carburo di Calcio, Acetilene e Gas avec une usine également à Terni, avec un patrimoine hydroélectrique appréciable capable de développer un peu plus de 9 000 kW et avec une petite filiale, la Società Italiana per l'Ammonia Sintetica (SIAS). La composante sidérurgique reste toutefois prédominante et absorbe la plupart des investissements en usines, dont 4 nouveaux laminoirs pour les barres de fer, les fer-blancs, les tôles minces et un four électrique.
En 1927, la fusion de Vickers-Terni avec les chantiers navals Odero a donné naissance à Odero-Terni et, en 1929, l'inclusion des chantiers Cantieri Orlando a donné naissance à Odero-Terni-Orlando (OTO), qui contrôlait les activités de construction navale dans la partie supérieure de la mer Tyrrhénienne et le chantier naval Ansaldo-San Giorgio, tandis que l'acquisition du complexe hydroélectrique de Nera-Velino, arraché aux communautés locales en échange de la fourniture d'électricité, a permis à Terni d'acquérir le plus grand bassin hydroélectrique d'Europe, avec une capacité de 171 000 kW en 1931.
L'histoire de Terni est également liée à celle de la Valnerina en raison de la présence du tramway Terni-Ferentillo, promu et construit entre 1901 et 1909 par la Società Imprese Elettriche in Italia et la Società per Carburo di Calcio, qui a également été vendu à "Terni" en 1922. STET, la société qui exploite le tramway, a acquis en même temps également la liaison ferroviaire entre la gare et l'usine de Terni, rationalisant ainsi le trafic de passagers et de marchandises. L'usine entière a été fermée en 1960.

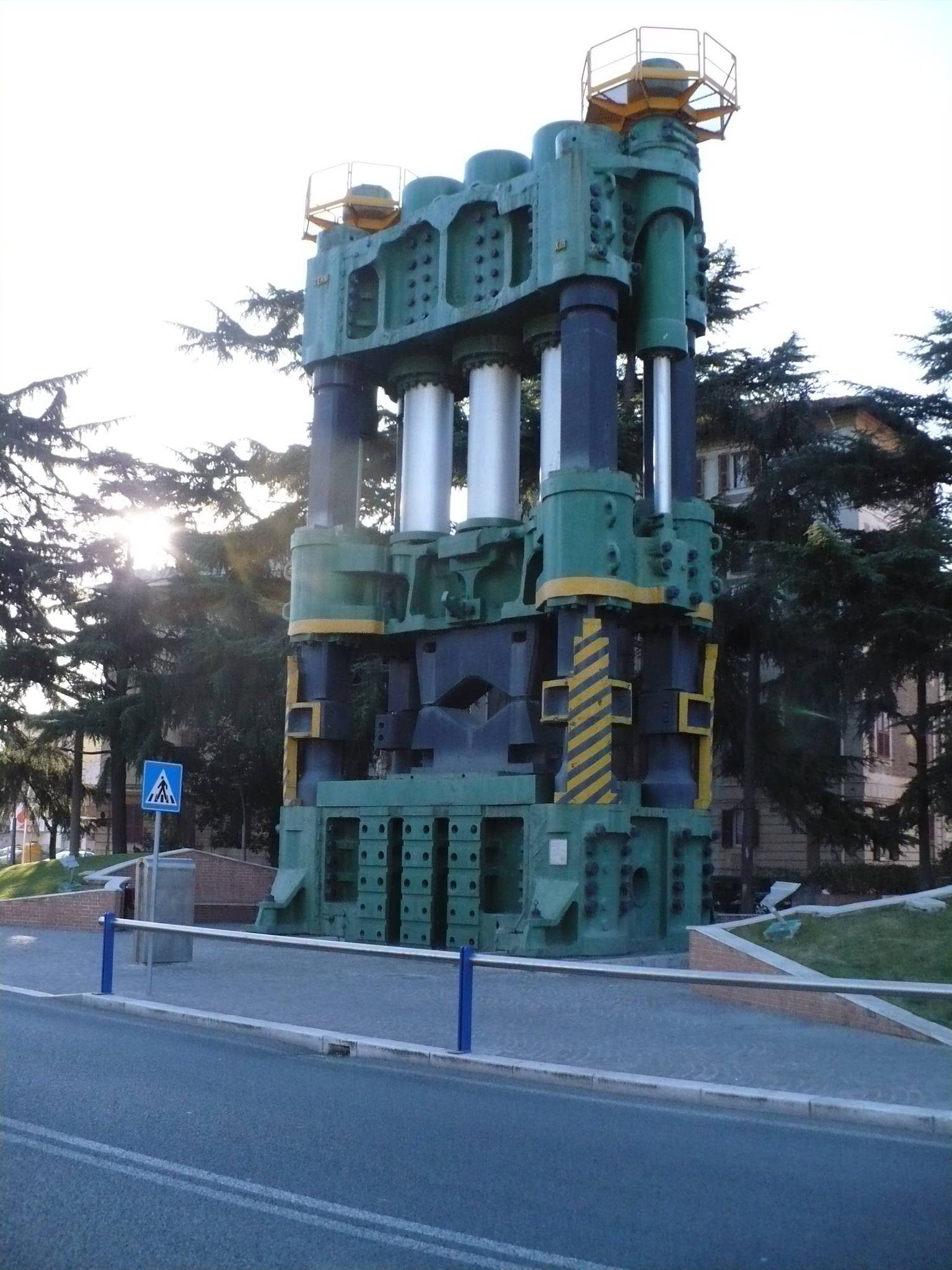
Une presse de 12 000 tonnes utilisée dans les aciéries de 1935 à 1994, qui se trouve maintenant devant la gare de Terni et constitue un exemple d'archéologie industrielle.

Les années 1931-1932, particulièrement critiques pour l'équilibre du système bancaire italien, qui ressentait alors les effets de la Grande Dépression de 1929, ont été déterminantes pour le sort de Terni, qui était jusqu'alors lié au financement de l'État et des banques. Lorsque la Banca Commerciale Italiana a été sauvée par son acquisition par l'Istituto per la Ricostruzione Industriale (IRI -  Institut pour la Reconstruction Industrielle), ses filiales, dont Terni, ont également été intégrées au groupe public.
Mussolini et Alberto Beneduce, président de l'IRI, reconnaissant que Terni était un élément important de l'industrie stratégique nationale, soutenaient la solution de l'inclure dans Finsider, avec Ilva et les aciéries Ansaldo. Les activités de construction navale, qui avaient fait l'histoire de l'entreprise, ont été filialisées et incluses, avec les chantiers Ansaldo-San Giorgio, dans la société Cantieri Navali del Tirreno e Riuniti, tandis que la sidérurgie, ainsi que les composants électriques et chimiques, ont continué à être le pivot de la production de Terni. Le cours autarcique donné à l'économie nationale par le gouvernement a grandement favorisé Terni, qui a augmenté sa production avec l'installation de quatre nouveaux fours de 25 tonnes, d'une presse de 12 000 tonnes et de nouveaux ateliers pour la production de canons et de balles. En 1940, il y avait un peu moins de 10 000 employés, qui étaient capables de produire 66 000 tonnes d'acier de guerre . Le secteur hydroélectrique a été adapté au développement de l'aciérie avec la construction de nouvelles centrales sur le fleuve Vomano qui a porté la production d'électricité à 1,3 milliard de kWh, et les barrages de Salto et Turano dans la province de Rieti. Avec ces références, Terni a participé à l'effort de guerre de la Seconde Guerre mondiale, à tel point que ses usines ont été l'une des cibles des bombardements alliés et des représailles allemandes .

### L'après-guerre: la production d'aciers spéciaux

#### Terni et le plan Sinigaglia
Avec la fin du conflit, la production d'acier de Terni a été fortement réduite. Le licenciement de Bocciardo de Finsider et le début du plan Sinigaglia de restructuration de la sidérurgie italienne, qui prévoyait la localisation de tous les centres de production à cycle complet au bord de la mer, ont mis Terni en grande difficulté, car elle était déjà contrainte de modifier rapidement les types de produits manufacturés à des fins civiles plutôt que de guerre. Le secteur chimique est réparti entre l'Eni (Ente Nazionale Idrocarburi) et l'Anic (Azienda Nazionale Idrogenazione Combustibili) , tandis que le secteur électrique est le moteur de toute l'entreprise: en 1952, il produit 2 milliards de kWh et c'est précisément à cette époque que la ligne électrique est construite pour alimenter une partie de l'aciérie de Cornigliano (Acciaierie di Cornigliano).

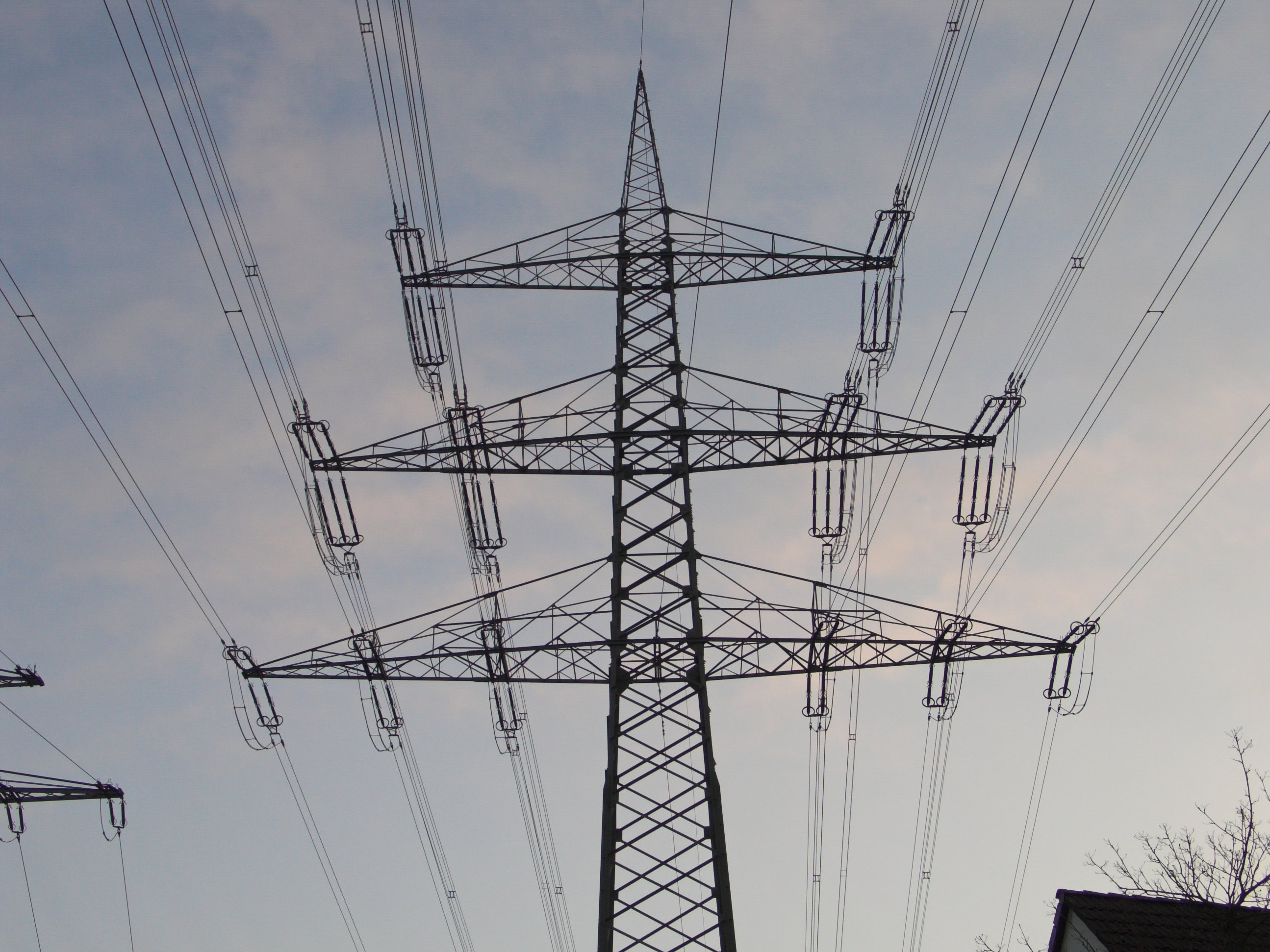
Ligne électrique à haute tension.

De même, la composante hydroélectrique, une des meilleures réalités de production italienne, a été absorbée en 1962 par Enel (Ente nazionale per l'energia elettrica), qui n'avait pas échappé à l'importance que ce secteur de Terni avait dans le panorama énergétique national ,.

#### Développement dans les années 1960
La politique de production mise en œuvre dans ces années-là visait, d'une part, à récupérer la grande expérience de travail accumulée au fil des décennies et, d'autre part, à actualiser la technologie, dans le but de sortir de la marginalité à laquelle l'entreprise avait été reléguée. Le choix s'est porté sur les aciers spéciaux et, dans ce contexte, la joint-venture avec Armco Steel Corporation, en 1960, pour la production de laminés magnétiques et avec United States Steel, en 1961, pour la construction d'une nouvelle usine pour la production d'acier inoxydable, (« Terninoss ») . Néanmoins, les difficultés budgétaires sont considérables, car les usines sont surdimensionnées par rapport à la demande du marché, même si la tôle magnétique couvre la quasi-totalité de la demande nationale et que les grandes pièces forgées pour les cuves des centrales nucléaires, notamment à l'étranger, ont atteint un bon niveau de production . Il suffit de se souvenir du rotor du générateur électrique de 1 300 MW de Brown, Boveri & Cie, et des composants pour les centrales nucléaires de la Westinghouse Electric Company aux États-Unis, pour le Central Electricity Generating Board et Électricité de France.

### Affaires générales
La situation s'aggrave entre 1974 et 1979 et Terni est incluse dans la réorganisation générale de la sidérurgie publique lancée en 1982, lorsque l'IRI décide d'inclure des critères de gestion privée au sein de Finsider; Terni a été désignée leader dans la production de pièces moulées, de pièces forgées, d'aciers inoxydables et de produits laminés plats au silicium, impliquant les usines Italsider de Lovere et de Trieste, qui avaient également une longue tradition sidérurgique, avec une capacité de production totale de plus de 500 000 tonnes d'acier par an. En 1982 également, elle a racheté la société Industria Acciai Inox (IAI) de Turin, anciennement FIAT, spécialisée dans la production de produits plats en acier inoxydable.
En 1983, l'action a été retirée de la cote.
Au milieu des années 1980, l'usine de Terni, qui s'étendait sur 1 300 000 mètres carrés, produisait 1 000 000 tonnes d'acier par an, figurait parmi les cinq premiers producteurs mondiaux d'acier inoxydable, était leader national dans la production de laminés magnétiques, de barres pour les centrales nucléaires, de matériel roulant pour les chemins de fer italiens, de fonte brute et de fonte ductile, et était certifiée par l'American Society of Mechanical Engineers pour la qualité de son ingénierie d'usine et de ses méthodes de production. En 1987, les usines de Trieste sont séparées du groupe et Terni, sous le nouveau nom de Terni Acciai Speciali SpA (TAS), forme un complexe unique avec IAI et Terninoss, dont elle reprend la moitié détenue par United States Steel.
À la fin de 1988, avec la liquidation de Finsider, TAS a été intégrée à Ilva, en tant qu'usine principale pour la production de produits plats spéciaux. Dans ce contexte, en 1989, la production d'acier au titane a commencé, par le biais d'une entreprise spéciale, Titania, qui a rapidement atteint des dimensions appréciables, étant le troisième plus grand producteur de ce type d'acier dans le monde,. Entre 1990 et 1993, d'autres initiatives prennent forme: la Società delle Fucine, intéressée par la production de composants en acier à haute valeur technologique pour différents secteurs industriels, le Tubificio di Terni, Titania pour la production d'acier au titane et CS Inox, de valeur européenne absolue pour la production et la commercialisation d'acier inoxydable, tous appartenant à la galaxie ThyssenKrupp.
En 1994, les usines de Terni et de Turin ont fusionné pour former Acciai Speciali Terni (AST), qui a été privatisée lorsqu'elle a été vendue à Kai Italia, qui comprenait des entrepreneurs italiens et la multinationale allemande ThyssenKrupp, qui, quelques années plus tard, a repris la totalité de la propriété d'AST, sous le nom de ThyssenKrupp Acciai Speciali Terni.À la fin des années 1990, la production d'acier a atteint une moyenne annuelle d'un peu moins de 1 200 000 tonnes, avec un taux d'utilisation des capacités d'environ 100 % .
Le 31 janvier 2012, Outokumpu a acquis Inoxum, la division acier inoxydable de ThyssenKrupp, dont fait partie ThyssenKrupp Acciai Speciali Terni, pour un montant de 2,7 milliards d'euros,. Depuis le 1er janvier 2013, le nom de la société est redevenu simplement « AST ».
À la suite de cette opération, les Finlandais d'Outokumpu se retrouveraient en position dominante sur le marché européen de l'acier inoxydable, raison pour laquelle l'autorité antitrust européenne a conditionné le feu vert à l'acquisition à la cession des activités italiennes d'Inoxum (AST à Terni),,. Le 12 février 2014, la Commission européenne a officialisé le rachat d'AST et de VDM par ThyssenKrupp.
Le même jour, le transfert de la ligne 5 de Turin à Terni est officialisé.
Le 10 mars 2014, l'aciérie a fêté ses 130 ans d'existence. Pour l'occasion, le président du Sénat Pietro Grasso a visité officiellement les usines, tandis que le 20 mars, le pape François a reçu dans la salle Paul VI du Saint-Siège, 7 500 Ternois pour une audience spéciale à l'occasion de l'anniversaire de l'aciérie,.
Lors de l'assemblée générale de juillet 2014, le PDG d'AST, Marco Pucci, a démissionné après 28 ans de service, laissant le rôle à Lucia Morselli, ancienne PDG de Berco.
Le 10 mars 2016, Lucia Morselli a informé la société mère ThyssenKrupp qu'elle ne prolongera pas son contrat en tant que PDG de l'AST, qui prend fin le 31 mars 2016. Depuis le 1er avril 2016, Massimiliano Burelli, anciennement directeur général du producteur d'aluminium Constellium Singen GmbH et Constellium Deutschland GmbH en Allemagne, a pris la direction de l'AST.
2016 a été l'année où Acciai Speciali Terni a renoué avec les bénéfices après huit années dans le rouge. Un bilan qui s'est soldé par un chiffre d'affaires de 1,49 milliard et un bénéfice de 3,3 millions d'Euros. Les expéditions se sont élevées à 856 000 tonnes avec un liquide de 942 000 tonnes.

## Le groupe
L'activité principale d'Acciai Speciali Terni concerne les produits laminés plats en acier inoxydable. AST produit également de gros tubes soudés et forgés avec ses divisions Tubificio et Fucine et dans la distribution capillaire de bandes inoxydables par le biais de sa filiale Terninox.

## Conseil d'administration
Le Conseil d'administration est composé comme suit:
- Joachim Limberg : Président
- Massimiliano Burelli : Administrateur délégué (responsable du personnel, des relations extérieures, des affaires générales et juridiques, des achats, de la logistique, des systèmes d'information et de l'audit interne, de la production et des matériaux techniques, des projets énergétiques, de la recherche et du développement, de l'innovation et du contrôle de la qualité et de la métallurgie, de la planification/programmation et des usines)
- Torsten Schlueter : Directeur général (responsable des ventes et du marketing)
- Daniel Herbert Wodera : Directeur général (responsable du contrôle de gestion, de l'administration et des finances et rapports)
- Klaus Keysberg : Directeur

## Accident de Turin
Dans la nuit du 5 au 6 décembre 2007, huit travailleurs de l'usine de Turin ont été touchés par un jet d'huile chaude sous pression qui a pris feu. Sept d'entre eux sont morts en l'espace d'un mois, tandis qu'un autre travailleur a subi des blessures mineures. Les critiques envers l'entreprise ont fusé de toutes parts, tant parce que certains des travailleurs impliqués dans l'accident avaient travaillé pendant 12 heures, ayant donc accumulé 4 heures supplémentaires, que parce que, selon les témoignages de certains travailleurs, les systèmes de sécurité ne fonctionnaient pas (extincteurs épuisés, bouches d'incendie inefficaces, manque de personnel spécialisé). La société a nié que l'incendie ait été causé par une violation des règles de sécurité.
Selon le journal La Stampa, dans le cadre de l'enquête qui a suivi l'accident, la Guardia di Finanza a saisi un document du PDG Herald Espenhahn indiquant qu'Antonio Boccuzzi, le seul témoin survivant, « doit être arrêté par une action en justice », car il a porté de lourdes accusations contre la compagnie à la télévision. Le document impute l'incendie à sept travailleurs, qui avaient été distraits. Les procureurs ont inculpé le directeur général du délit d'homicide volontaire avec intention possible et d'incendie criminel (intention possible), tandis que cinq autres cadres ont été inculpés d'homicide volontaire et d'incendie criminel (avec la circonstance aggravante de prévoir l'événement); l'omission intentionnelle de systèmes de prévention des incendies et des accidents a également été contestée. La société a également été mise en examen en tant que personne morale.
Le 1er juillet 2008, les parents des sept victimes ont accepté un accord avec la société concernant l'indemnisation des dommages pour un montant total de 12 970 000 euros. À la suite de cet accord, les proches ont renoncé à leur droit de se joindre à l'action civile lors du procès des dirigeants.
Le 15 avril 2011, la deuxième section de la Cour d'assises de Turin a confirmé les charges retenues contre Herald Espenhahn, PDG de la société "THYSSENKRUPP Acciai Speciali Terni s.p.a.", le condamnant à 16 ans et 6 mois de prison. Cinq autres dirigeants de la société (Marco Pucci, Gerald Priegnitz, Daniele Moroni, Raffaele Salerno et Cosimo Cafueri) ont été condamnés à des peines allant de 13 ans et 6 mois à 10 ans et 10 mois.
Le 28 février 2013, la Cour d'assises d'appel modifie le jugement de première instance, ne reconnaissant pas l'homicide volontaire, mais l'homicide involontaire, et réduit également les peines aux dirigeants de la société: 10 ans pour Herald Espenhahn, 7 ans pour Gerald Priegnitz et Marco Pucci, 8 ans pour Raffaele Salerno et Cosimo Cafueri, 9 ans pour Daniele Moroni.
Dans la nuit du 24 avril 2014, la Cour suprême de cassation a confirmé la culpabilité des six accusés et de la société, mais a ordonné une nouvelle procédure d'appel pour redéfinir les peines. Ceux-ci ne pourront pas augmenter par rapport à ceux définis en 2013.
La Cour d'appel de Turin a redéfini les peines comme suit le 29 mai 2015 : 9 ans et 8 mois à Espennahn, 7 ans et 6 mois à Moroni, 7 ans et 2 mois à Salerno, 6 ans et 8 mois à Cafueri, 6 ans et 3 mois à Pucci et Priegnitz.
Le 13 mai 2016, la Cour suprême a confirmé l'ensemble des peines redéfinies en appel, ne faisant pas droit aux demandes de la vice-procureure générale, Paola Filippi, qui avait demandé l'annulation de la peine du 9 mai 2015 afin de renvoyer la procédure devant la cour d'assises.

## Archives
Le complexe d'archives de l'entreprise à Terni a été déclaré d'intérêt historique notable le 20 novembre 1984 par la Surintendance des archives pour l'Ombrie; une nouvelle mesure a été prise le 7 octobre 2008. Les archives sont situées dans un pavillon séparé à l'intérieur du complexe de la société à Viale Benedetto Brin à Terni, qui a été spécialement préparé et rénové. Les locaux abritent également une partie des archives photographiques, partiellement réorganisées, comprenant au moins 100 000 articles, dont des photographies, des négatifs sur plaque de verre et sur film, ainsi que des diapositives. La collection comprend un total de 3 313 unités de la période 1881-1973. Dans certaines séries, notamment lorsqu'il existe des registres, la date remonte jusqu'en 1992. Il y a également la présence de documents antérieurs à la création de la Société en 1884.